# Bhavani
Bhavani là một thành phố và khu đô thị của quận Erode thuộc bang Tamil Nadu, Ấn Độ.

## Địa lý
Bhavani có vị trí 11°27′B 77°41′Đ / 11,45°B 77,68°Đ Nó có độ cao trung bình là 193 mét (633 foot).

## Nhân khẩu
Theo điều tra dân số năm 2001 của Ấn Độ, Bhavani có dân số 38.645 người. Phái nam chiếm 50% tổng số dân và phái nữ chiếm 50%. Bhavani có tỷ lệ 72% biết đọc biết viết, cao hơn tỷ lệ trung bình toàn quốc là 59,5%: tỷ lệ cho phái nam là 78%, và tỷ lệ cho phái nữ là 66%. Tại Bhavani, 10% dân số nhỏ hơn 6 tuổi.